# فيدل أوريارت
فيدل أوريارت (الإسبانية: Fidel Uriarte)؛ (1 مارس 1945 — 19 ديسمبر 2016) هو لاعب كرة قدم، ومدرب كرة قدم إسباني، من مواليد مدينة سيستاو، لعب في مركز مهاجم.

## وصلات خارجية
- فيدل أوريارت على موقع قاعدة بيانات كرة القدم.إي يو (الإنجليزية)
- فيدل أوريارت على موقع ناشيونال فوتبول تيمز (الإنجليزية)